# Galinsoga ciliata
La galinsoga ispida (nome scientifico Galinsoga ciliata (Rafin.) S.F.Blake, 1922)  è una piccola pianta erbacea infestante appartenente alla famiglia delle Asteraceae.

## Etimologia
L'etimologia del nome generico (Galinsoga) deriva dal medico spagnolo Mariano Martinez de Galinsoga (1766-1797), medico a Madrid e Soprintendente per il Giardino Botanico di Madrid; mentre L'epiteto specifico (ciliata) fa riferimento alle leggere frange (come delle ciglia) cosparse sul fusto e sulle foglie di questa pianta.

Il binomio scientifico attualmente accettato (Galinsoga ciliata) è stato proposto dal biologo e archeologo statunitense, di origine franco-tedesca., Constantine Samuel Rafinesque-Schmaltz (1783 – 1840), perfezionato successivamente dal botanico statunitense Fay Sidney Blake  (1892-1959)  nella pubblicazione ”Rhodora. Journal of the New England Botanical Club” (Boston) del 1922.

## Descrizione

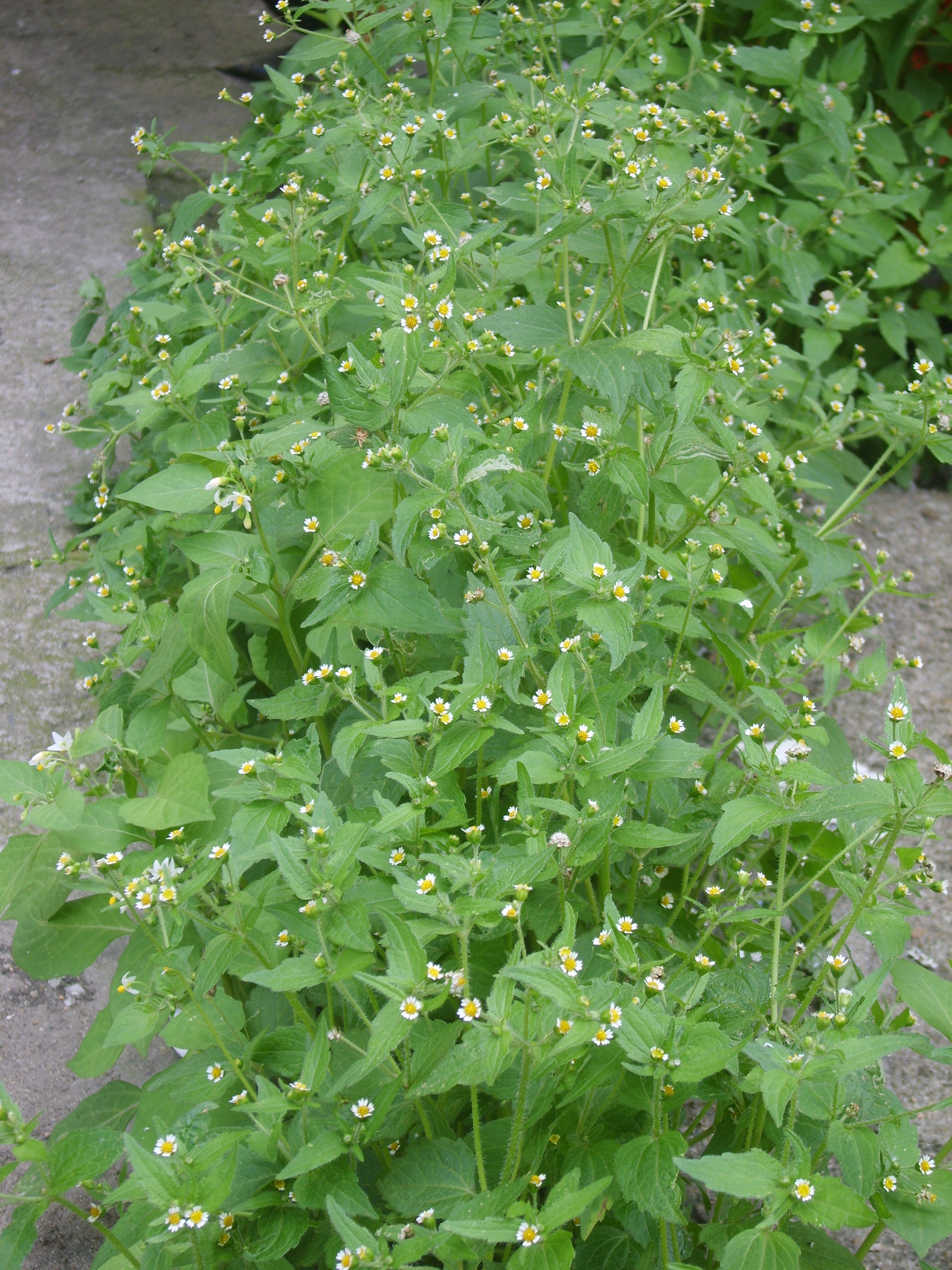
Il portamento

Sono piante basse, la cui altezza arriva al massimo a 1 – 5 dm.  La forma biologica della specie è terofita scaposa (T scap); ossia sono piante erbacee che differiscono dalle altre forme biologiche poiché, essendo annuali, superano la stagione avversa sotto forma di seme; sono inoltre munite di asse fiorale eretto, spesso con poche foglie. Queste Asteraceae sono senza latice e risultano più robuste delle specie simili Galinsoga parviflora. 

### Radici
Le radici sono del tipo fascicolato.

### Fusto

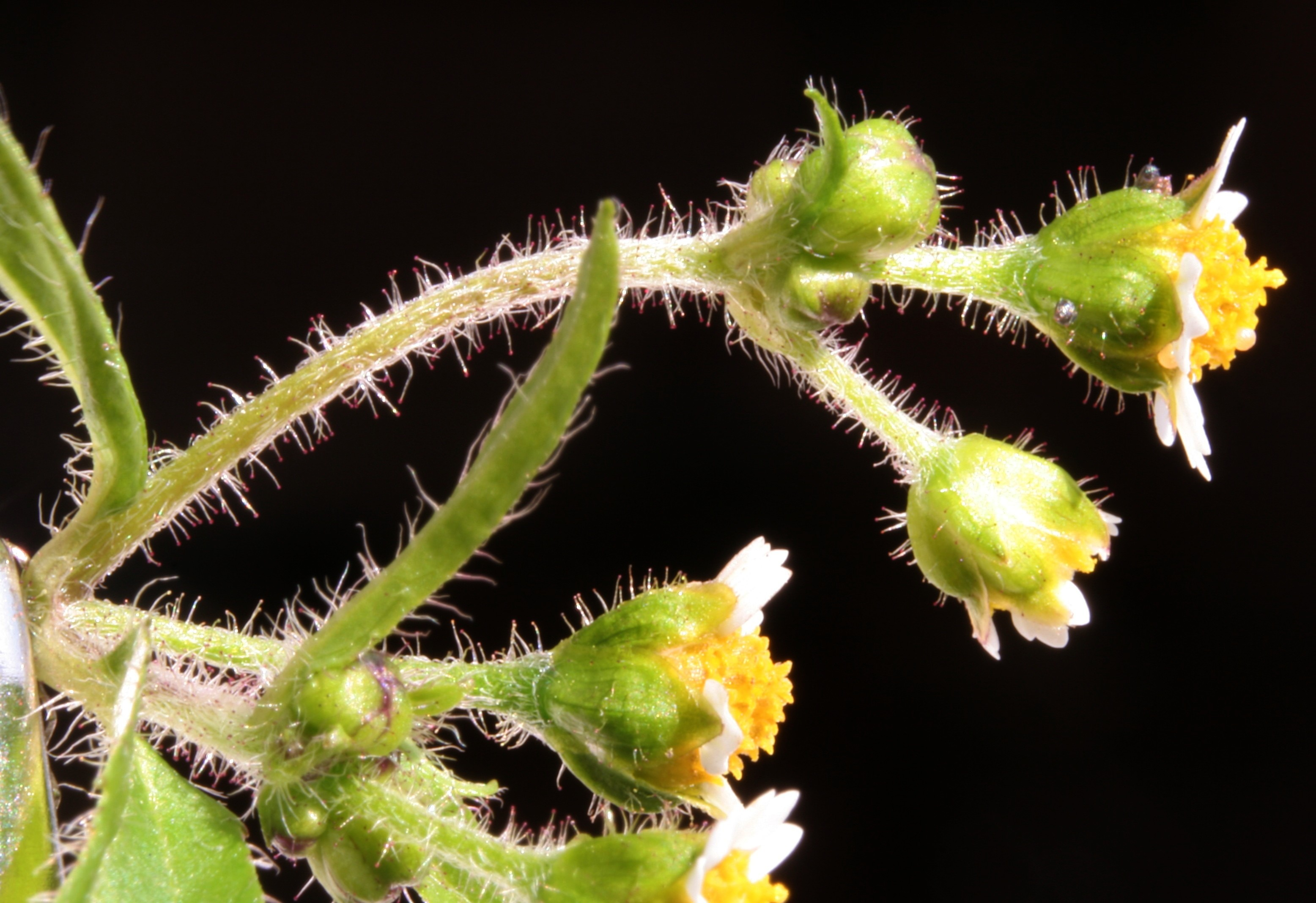
Il fusto con peli ghiandolari
Località: Villa Prima, Limana (BL), 350 m s.l.m. - 20/08/2008

- Parte ipogea: la parte sotterranea è fittonante.
- Parte epigea: la parte aerea del fusto è eretta, striata e molto ramosa. La porzione più alta e cosparsa di peli ghiandolari patenti.

### Foglie

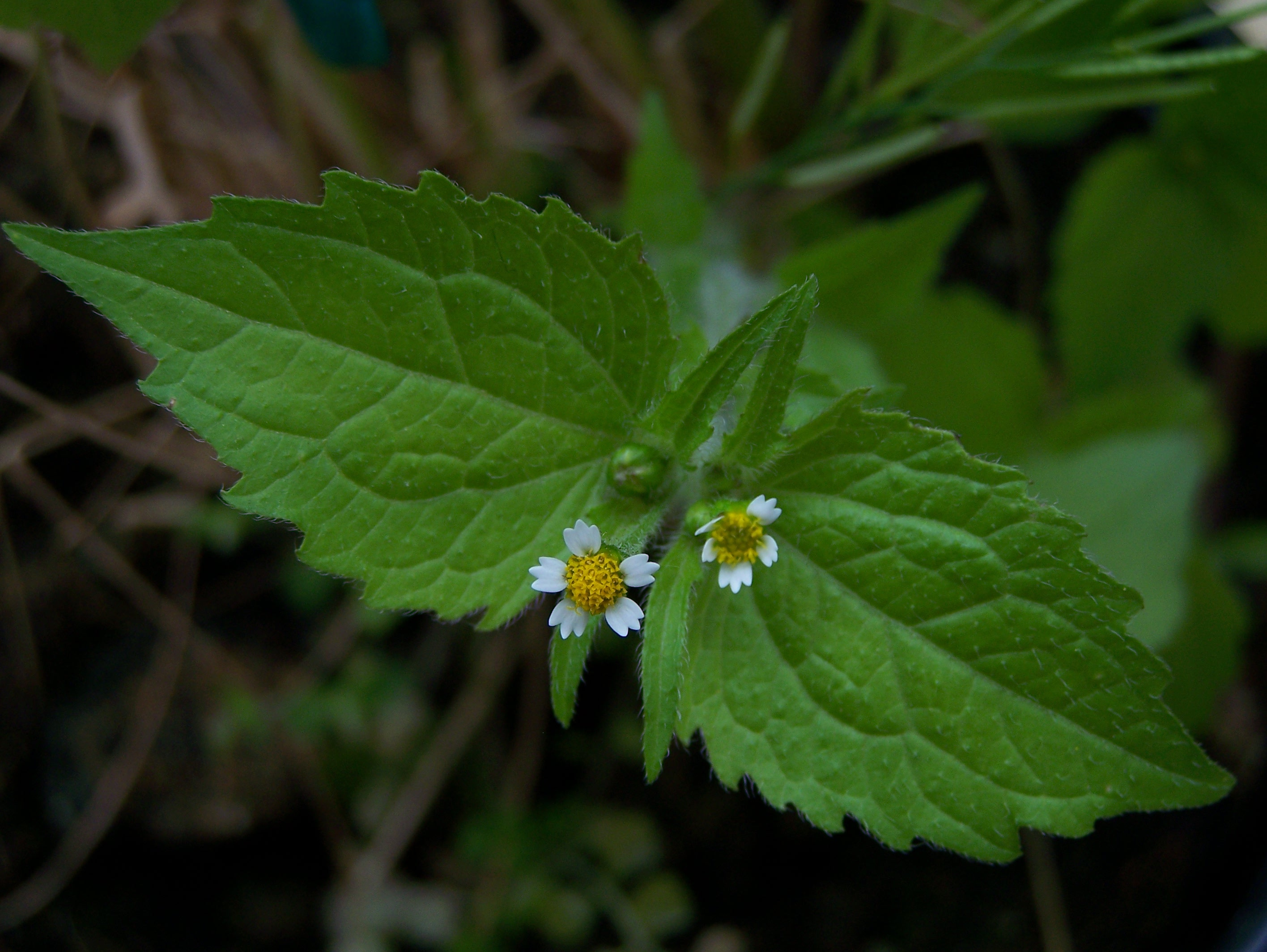
Le foglie

Le foglie, picciolate, sono disposte in modo opposto. La lamina è intera a forma rombico-lanceolata (o anche ovata) con margine grossolanamente dentato, apice acuminato, consistenza ruvida e superficie pubescente (peli ispidi). Il colore è verde scuro tendente al giallastro. Lunghezza del picciolo: 1 – 2 cm. Dimensione della lamina fogliare: larghezza 2 – 3 cm; lunghezza 4  – 5 mm.

### Infiorescenza

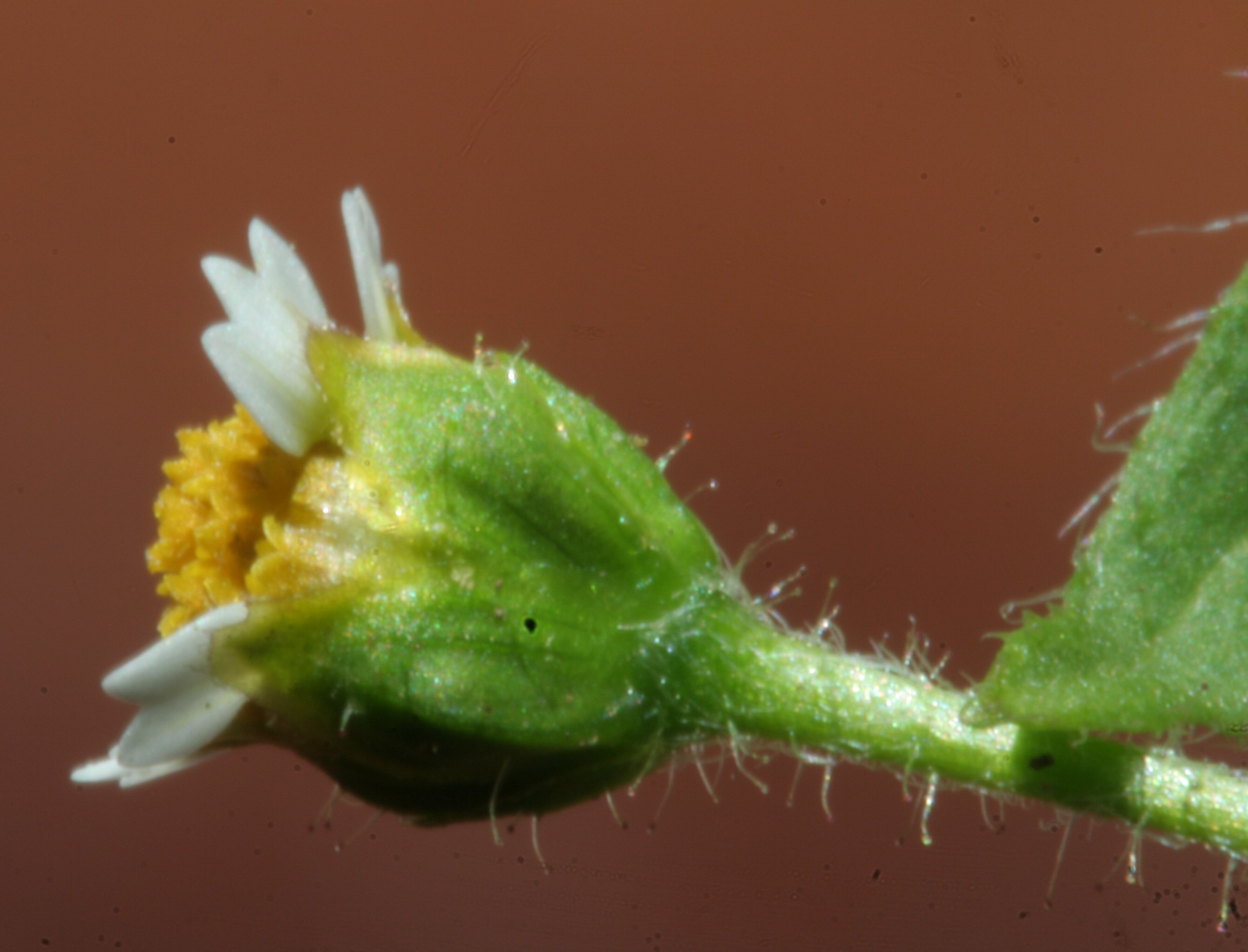
L'involucro
Località: Villa Prima, Limana (BL), 350 m s.l.m. - 01/07/2008

Le infiorescenze sono dei capolini terminali su brevi peduncoli. La struttura dei capolini è quella tipica delle Asteraceae: un peduncolo sorregge un involucro emisferico composto da più squame a disposizione embricata e disposte in una - due serie che fanno da protezione al ricettacolo, sul quale s'inseriscono due tipi di fiori: quelli esterni ligulati  (da 5 fino a 9) di colore bianco, disposti in un unico rango; quelli interni tubulosi (da 30 a 50) di colore arancio. Anche l'infiorescenza e cosparsa di peli ghiandolari. Le squame (o brattee), quelle esterne sono da largamente ellittiche a obovate, mentre quelle interne sono da lanceolate a lineari; possono essere intere o lobate. Lunghezza dei peduncoli: 2 – 4 cm. Diametro dei capolini: 6 – 8 mm. Diametro dell'involucro: 3 – 6 mm. Lunghezza delle squame: 2 – 3 mm.

### Fiore

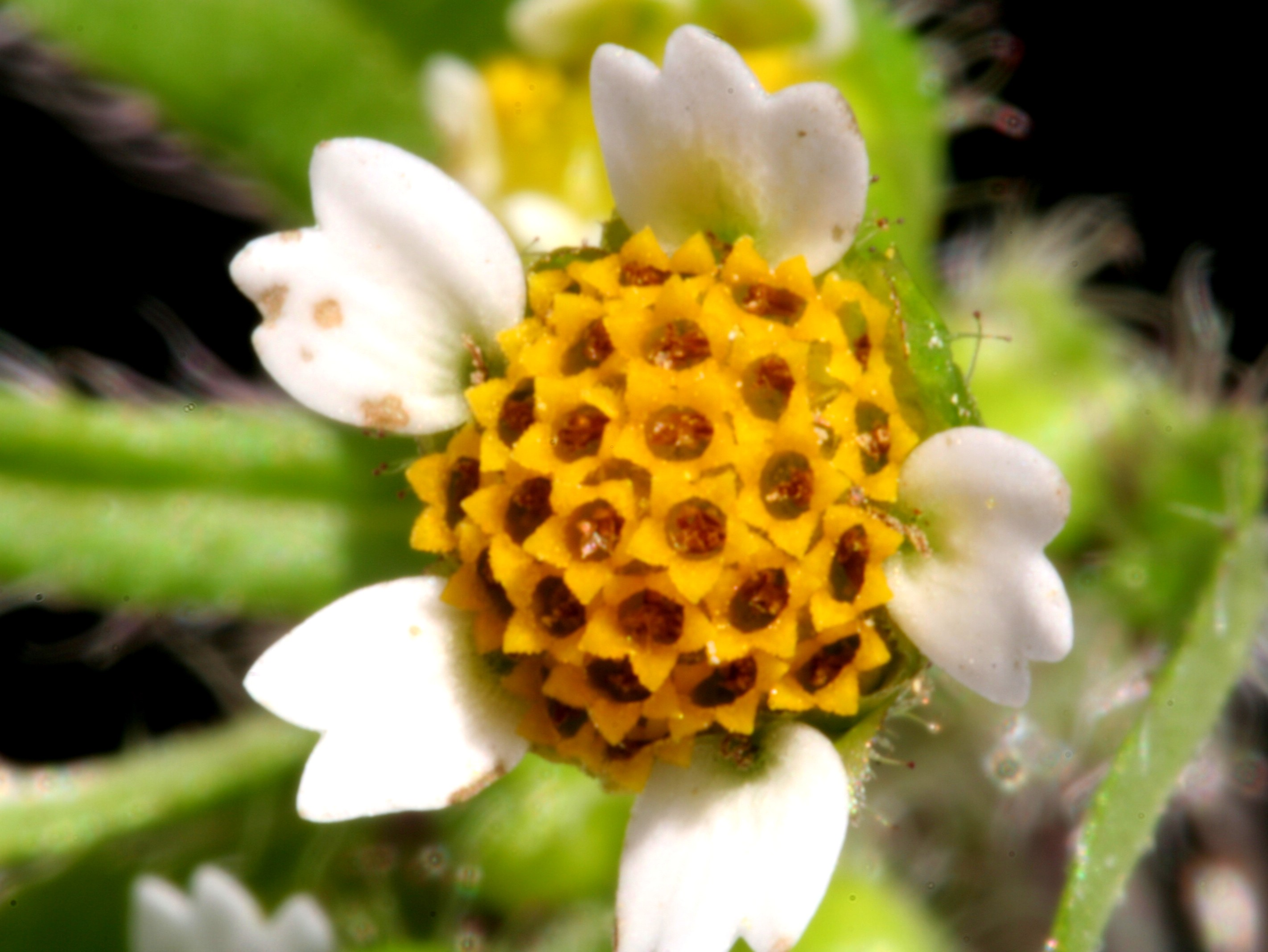
Infiorescenza
Località: Villa Prima, Limana (BL), 350 m s.l.m. - 20/08/2008

I fiori sono simpetali, zigomorfi (quelli ligulati) e attinomorfi(quelli tubulosi); sono inoltre tetra-ciclici (formati cioè da 4 verticilli: calice – corolla – androceo – gineceo) e pentameri (calice e corolla formati da 5 elementi). Sono inoltre ermafroditi, più precisamente i fiori del raggio (quelli ligulati) sono femminili; mentre quelli del disco centrale (tubulosi) sono bisessuali.
- Formula fiorale: per questa pianta viene indicata la seguente formula fiorale:

* K 0/5, C (5), A (5), G (2), infero, achenio
- Calice: i sepali sono ridotti ad una coroncina di squame.
- Corolla: i fiori periferici (ligulati) sono nastriformi a disposizione raggiante, ossia la corolla termina con una ligula tridentata (o intera) a forma più o meno lanceolata. Quelli del disco centrale (tubulosi) hanno delle corolle tubulari a 5 denti. Dimensione dei fiori ligulati: larghezza 0,8  – 2 mm; lunghezza 0,9 – 2,5 mm.
- Androceo: gli stami sono 5 con dei filamenti liberi; le antere  invece sono saldate fra di loro e formano un manicotto che circonda lo stilo.
- Gineceo: lo stilo è unico con uno stimma filiforme-conico assai breve e pubescente; l'ovario è infero e uniloculare formato da due carpelli concresciuti e contenente un solo ovulo.
- Fioritura: da maggio a novembre

### Frutti
I frutti sono degli acheni pelosi con un minuto pappo bianco (è più piccolo della corolla del relativo fiore) composto da 5 – 10 squame lineari-acute (quasi pennate) e persistenti. Dimensione del frutto: 1,5 mm.

## Biologia
- Impollinazione: l'impollinazione avviene tramite insetti (impollinazione entomogama).
- Riproduzione: la fecondazione avviene fondamentalmente tramite l'impollinazione dei fiori (vedi sopra).
- Dispersione: i semi cadendo a terra sono successivamente dispersi soprattutto da insetti tipo formiche (disseminazione mirmecoria). I semi sono piccoli e leggeri per cui è possibile anche una certa dispersione per merito del vento (disseminazione anemocora])

Questa pianta si propaga unicamente per seme. Un normale impianto in 8-9 settimane può produrre fino a 7500 semi. I semi, a contatto con la terra caldo-umida, sono in grado di germinare quasi subito, quindi la pianta può raggiungere 2-3 generazioni di crescita per stagione (questo giustifica la sua rapida diffusione).

## Distribuzione e habitat

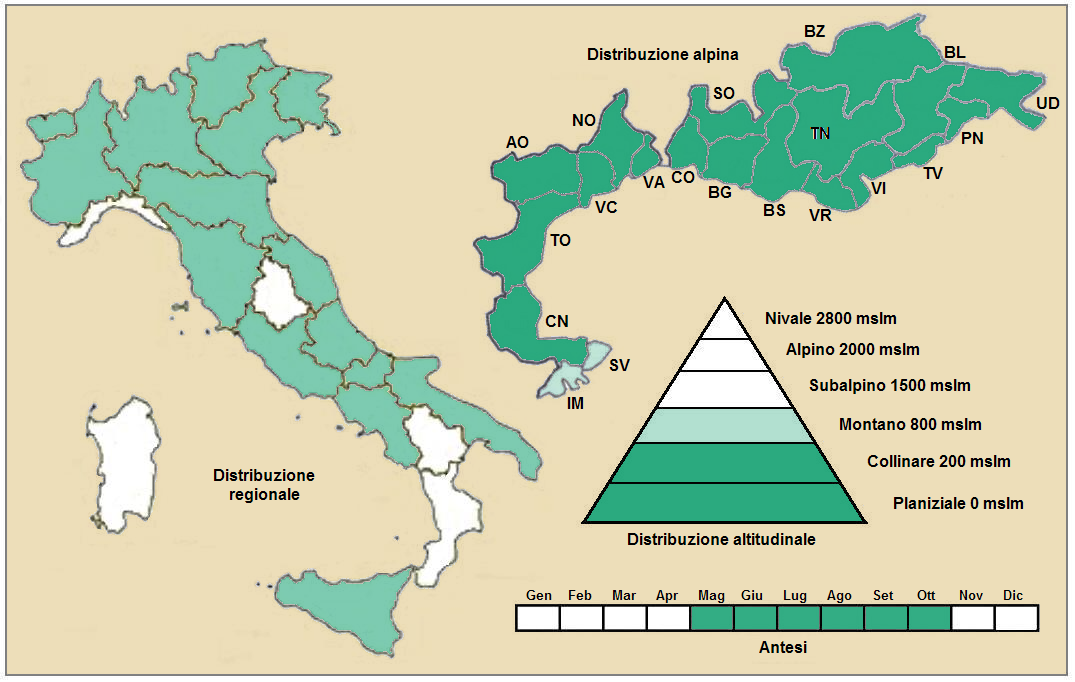
Distribuzione della pianta
(Distribuzione regionale – Distribuzione alpina)

- Geoelemento: il tipo corologico (area di origine) è Sud Americano, ma sta diventano Cosmopolita.
- Distribuzione: sul territorio italiano è presente soprattutto al nord, ma anche al centro e al sud. È comunque considerata pianta esotica naturalizzata[6] introdotta di recente (1946) dal Sud America[8]. In effetti sul territorio italiano questa pianta è in forte espansione. Nelle Alpi è presente ovunque. Oltreconfine, sempre nelle Alpi, manca in alcuni dipartimenti francesi, mentre sui vari rilievi europei si trova ovunque (a parte le Alpi Dinariche)[7].
- Habitat: l'habitat tipico sono gli orti e i campi (è considerata pianta infestante); ma anche ambienti ruderali, strade rurali, zone a macerie e scarpate. Il substrato preferito è sia calcareo che siliceo con pH basico-neutro, alti valori nutrizionali del terreno che deve essere mediamente umido e relativamente caldo-pesante.
- Distribuzione altitudinale: sui rilievi queste piante si possono trovare fino a 800 m s.l.m.; frequentano quindi i seguenti piani vegetazionali: collinare oltre a quello planiziale – a livello del mare.

### Fitosociologia
Dal punto di vista fitosociologico la specie di questa voce appartiene alla seguente comunità vegetale:
Formazione: delle comunità terofiche pioniere nitrofile
Classe: Stellarietea mediae
Ordine: Centaureetalia cyani
Alleanza: Panico-Setarion

## Tassonomia
La famiglia di appartenenza della Galinsoga ciliata (Asteraceae o Compositae, nomen conservandum) è la più numerosa del mondo vegetale, comprende oltre 23000 specie distribuite su 1535 generi (22750 specie e 1530 generi secondo altre fonti). Il genere di appartenenza (Galinsoga) è composto da un paio di specie.

Il basionimo per questa specie è: Adventina ciliata Raf. (1836).

Il numero cromosomico di G. ciliata è: 2n = 32 (48, 64).

Il nome scientifico di questa specie non è comunemente accettato dalla totalità della comunità botanica. In altri paesi (soprattutto al di là dell'Atlantico) nelle varie checklist è indicata con il seguente nome:
- Galinsoga quadriradiata Ruiz & Pavón (1798) 

### Variabilità
È una specie abbastanza variabile anche in conseguenza al corredo cromosomico poliploide. In America (area di origine di queste piante) le specie tetraploidi sono originarie del Messico, mentre individui con valori superiori di poliploidia sono originari del Sud America. Le specie di questa ultima area hanno le foglie crenato-seghettate in modo molto grossolano, gli involucri sono campanulati e le corolle dei fiori ligulati presentano delle sfumature violacee.

### Ibridi
Sono possibili ibridi con Galinsoga parviflora: Galinsoga × mixta J. Murr (1931); specialmente quando abitano lo stesso areale.

### Sinonimi
Questa entità ha avuto nel tempo diverse nomenclature. L'elenco seguente indica alcuni tra i sinonimi più frequenti:

- Galinsoga aristulata Auct. Fl. Europ.
- Galinsoga bicolorata H. St. John & D. White
- Galinsoga caracasana (de Candolle) Schultz-Bipontinus
- Galinsoga quadriradiata Ruiz, & Pav.
- Galinsoga quadriradiata subsp. hispida (DC.) Thell.
- Galinsoga parviflora var. hispida DC. 
- Galinsoga urticifolia (Kunth) Benth.
- Wilburgia urticifolia Kunth

### Specie simili
L'altra specie dello stesso genere presente in Italia è la Galinsoga parviflora. Quest'ultima si distingue dalla Galinsoga ispida per un portamento meno robusto, non ha peli ghiandolosi (ma solo del tipo appressato ed è fondamentalmente glabra).

## Usi

### Cucina
I giovani fusti (comprese le foglie più tenere)  se cotti possono essere mangiati come una normale verdura (Africa). In altre parti del mondo le foglie seccate sono usate come condimento per alcuni piatti tipici (Sud America).

## Altre notizie
(1)La Galinsoga ispida in altre lingue viene chiamata nei seguenti modi:
- (DE)  Behaartes Knopfkraut
- (FR)  Galinsoga ciclié
- (EN)  Shaggy Soldier

(2)In Europa questa specie è stata introdotta in Gran Bretagna nei Kew Gardens dal Perù fin dal 1796, quindi si è facilmente naturalizzata diventando una specie invasiva per tutta l'Europa; si è estesa anche in Africa, India, Nepal e Taiwan.